# Doppelpunkt
Der Doppelpunkt : (auch das Kolon, altgriechisch für „Glied eines Satzes“) ist ein Satzzeichen, das vor einer Aufzählung, einem Zitat oder einer wörtlichen Rede stehen kann. Er kann außerdem Erklärungen und Zusammenfassungen des vorher Gesagten einleiten. Der Doppelpunkt ist zugleich trennend und betonend.
Eingesetzt wird er auch als Geteiltzeichen in mathematischen Ausdrücken sowie als Trennzeichen in Mischverhältnissen (etwa 2 : 1, gesprochen „2 zu 1“), in Größenordnungen sowie in Uhrzeiten (20:15 Uhr). Im Deutschen wird auch ein Spielstand durch einen Doppelpunkt getrennt (21:17). Im Schwedischen und Finnischen kann er in Preisangaben an die Stelle des Dezimalkommas treten (3:–) oder bei Verkürzungen an die Stelle des Apostrophs (’); wie im Englischen trennt er ferner Buch und Vers in Bibel-Verweisen. In der französischen Typografie steht auch vor dem Doppelpunkt ein Leerzeichen.

## Geschichte
Für die Verwendung des Doppelpunkts (dikolon) als Lesehilfe zur Worttrennung oder zur Markierung größerer Einheiten (Kolon) gibt es frühe Belege, zum Beispiel in einer Inschrift auf dem sogenannten Nestorbecher von Ischia aus dem 8. Jahrhundert v. Chr. Weitere Beispiele finden sich in Papyri ab dem 4. Jahrhundert v. Chr. Er entstand wohl als vereinfachte Form der drei übereinander stehenden Punkte, die als Trennzeichen häufig in Papyri zu finden sind. In dramatischen Texten, vor allem Komödien, und in den platonischen Dialogen grenzt der Doppelpunkt zusammen mit dem Paragraphos die einzelnen Sprecher voneinander ab.

## Verwendung in der Rechtschreibung der deutschen Sprache
Der Doppelpunkt wird zu den Satzmittezeichen gezählt, wie auch das Komma oder das Semikolon. Er steht innerhalb eines Satzgefüges; dabei kann jedoch sowohl vor wie nach dem Doppelpunkt ein Hauptsatz stehen. Hingegen kann er nie am Ende eines (logischen) Absatzes gesetzt werden.
Vor der wörtlichen (direkten) Rede

… und vor einem in Anführungszeichen wörtlich angeführten Gedanken nach dem Ankündigungssatz:
- Ich sagte: „Was nicht ist, kann noch werden.“
- Die Mutter dachte: „Ich bleibe daheim.“

Vor Aufzählungen und Erklärungen

…, wenn sie vorher angekündigt sind:
- „Die vier Himmelsrichtungen sind: Osten, Westen, Süden, Norden.“
- „Die Mondfinsternis ist etwa so zu erklären: Der Schatten der Erde fällt auf den Mond; dieser ist daher ganz oder teilweise verfinstert.“

Wir stellen ein:
- „Einkäufer/-innen“
- „Sachbearbeiter/-innen“
- „Programmierer/-innen“

Der Doppelpunkt als Ankündigungszeichen ist entbehrlich und soll entfallen, wenn der Aufzählung bereits eine andere Form der Ankündigung vorangeht. Das sind Formulierungen wie „also“, „besonders“, „namentlich“, „nämlich“, „wie“, „zum Beispiel“, „und zwar“, „das impliziert“, „das heißt“, „unter anderem“, „unter anderen“ – „Das Schiff verkehrt nur an drei Tagen, nämlich Dienstag, Donnerstag und Samstag.“
Hinweis zu Aufzählungen:
Lautet der Satz „Die vier Himmelsrichtungen sind Osten, Westen, Süden und Norden.“, dann kann – muss aber nicht – vor den aufgezählten Begriffen ein Doppelpunkt gesetzt werden. Beispiel: „Die vier Himmelsrichtungen sind(:) Osten, Westen, Süden und Norden.“ Fehlt die Konjunktion (hier: und), muss ein Doppelpunkt gesetzt werden.
Oft vor Folgerungen, Aussagen

…, wenn sie eine Erläuterung oder eine Zusammenfassung darstellen:
- „Am Schluss stellte sich heraus: Der Bericht war vollständig erfunden.“
- „Rinder und Pferde, Schafe und Ziegen, Schweine und Geflügel: Alles ist auf diesem Bauernhof zu finden.“

Zwischen einem umfangreichen, mehrfach gegliederten

… Vordersatz und einem Nachsatz:
- „Autos hupen, Straßenbahnen kreischen, Motorräder rattern und knattern, Lastwagen dröhnen: Das ist die Melodie der Großstadt.“

Vor angekündigten

… Unterschriften, Zeugnisnoten, Beurteilungsnotizen, Fahrplan-Zeitangaben und Ähnliches
- „Der Obermann: Karl Seeger – Deutsch: Sehr gut – Stil: Könnte flüssiger sein. – 13:20 (auch Punkt ist möglich: 13.20 Uhr).“

### Groß- und Kleinschreibung
Nach dem Doppelpunkt wird normalerweise groß weitergeschrieben, wenn ein selbständiger Satz folgt.
- Er sagte zu seiner Frau: „Wenn du nicht aufhörst, Wikipedia zu lesen, lasse ich mich scheiden.“
- „Erschüttert betrat er seine verkohlte Bibliothek: Alle Bücher waren vernichtet worden.“

Wenn der Doppelpunkt durch einen Gedankenstrich ersetzt werden könnte, ist auch bei selbständigen Sätzen die Kleinschreibung zulässig.
In allen anderen Fällen wird klein weitergeschrieben, es sei denn, dem Doppelpunkt folgt direkt ein Substantiv.
- „Er rief sie alle zusammen: seinen Koch, seine Frau und ihren Liebhaber.“
- „In Hamburg fand sie, was sie sich sehnlichst gewünscht hatte: eine unterirdische Villa.“

### Überschriften
Innerhalb von Überschriften wird ein Doppelpunkt nach den obigen Regeln gesetzt. Am Ende von Überschriften erscheint ein Doppelpunkt grundsätzlich überflüssig, weil Überschriften sich durch ihre grafische Gestaltung deutlich vom Fließtext abheben und ihre ankündigende Funktion genügend erkennbar ist. Ein Doppelpunkt wird als Satzmittezeichen nur dort gesetzt, wo der ankündigende und der angekündigte Textteil grafisch und inhaltlich als relativ eng zusammengehörend wahrgenommen werden.

## Verwendung in gendergerechter Schreibung
Als Mittel der gendergerechten Schreibung wird der Gender-Doppelpunkt verwendet, um die sprachliche Gleichbehandlung und Inklusion aller Geschlechter und Gender typografisch zum Ausdruck zu bringen: Lehrer:innen, ein:e Schüler:in. In der Einzahl kann auch eine nichtbinäre, diversgeschlechtliche Person beschrieben werden, die weder Mann noch Frau ist: Alex ist Künstler:in.
Der Doppelpunkt hat als Genderzeichen gegenüber Gendersternchen (Lehrer*innen) und Gender-Gap (Lehrer_innen) den Vorteil, von Screenreadern problemloser vorgelesen zu werden, weil nach dem Doppelpunkt eine kleine Sprechpause eingelegt wird, wie vor einer Aufzählung; mit dieser „Gender-Pause“ (Glottisschlag) wird verhindert, dass der Ausdruck als generische Femininform gelesen wird (Lehrerinnen). Aus diesem Grund führte die Hansestadt Lübeck Ende 2019 den „Gender:Doppelpunkt“ für die interne und externe Kommunikation der Stadtverwaltung ein; einige Hochschulen und mehrere Medienredaktionen folgten dem Beispiel (siehe Liste von Einrichtungen, die Genderzeichen nutzen).
Der Gebrauch des Doppelpunkts im Wortinneren ist allerdings nicht Bestandteil der amtlichen Rechtschreibung. Der Rechtschreibduden vom August 2020 führt den Doppelpunkt als Möglichkeit des „geschlechtergerechten Sprachgebrauchs“ auf. Der Rat für deutsche Rechtschreibung erklärt im März 2021, die Aufnahme von Genderzeichen in die Amtliche Rechtschreibung nicht zu empfehlen; er beobachtet aber weiterhin ihren Gebrauch (Details).

## Verwendung in der Informationstechnik

### Codierung
Der Doppelpunkt ist bereits im ASCII-Zeichensatz enthalten, hat den Dezimalwert 58 (hexadezimal 0x3A) und folglich in Unicode den Code U+003A. Für vollbreiten Schriftsatz, wie er in ostasiatischen Schriftsystemen üblich ist, gibt es eine Variante unter U+FF1A (：).

### Datei-Pfadangaben
Unter CP/M, DOS und Windows wird er für Laufwerksbuchstaben (etwa A: oder C:) verwendet. Unter AmigaOS werden dadurch neben Datenträgervolumen auch Verzeichnisreferenzen deklariert – etwa Workbench: (Volumenbezeichner) oder CLIPS: (Verzeichnis „Clipboards“ auf der RAM-Disk). Unter Mac OS „Classic“ trennt er einzelne Verzeichnisse im Pfad wie der Schrägstrich unter OS X u. a.

### Verwendung in Programmiersprachen
Manche Programmiersprachen (z. B. Pascal, Ada) benutzen := als Zuweisungsoperator.
Er wird in der Auszeichnungssprache XML als Zeichen zur Trennung von Namensraum und Tag verwendet; mit &#58; kann es als Entität angegeben werden.
In C/C++ und ähnlichen dient er zum Trennen von den beiden Rückgabe-Ausdrücken des ternären (3-stelligen) Auswahloperators (Bedingung ? Zutreffend : Unzutreffend).
In C++ werden Namenskonflikte von gleichen Bezeichnern in unterschiedlichen Namensräumen mithilfe des aus zwei Doppelpunkten gebildeten Scope-Operators :: aufgelöst, z. B. std::chrono::system_clock, bzw. zum Zugriff auf Klassenvariablen, -funktionen und -typen.
Der Doppelpunkt wird zudem zur Kennzeichnung von Sprungmarken bzw. Labels (Java) verwendet.
In JavaScript und JSON werden Name-Wert-Paare mithilfe des Doppelpunktes dargestellt:
```
{
 
"name"
:
 
"Wales"
,
 
"vorname"
:
 
"Jimmy"
,
 
"gehalt"
:
 
0
 
}

```

In Python übernimmt der Doppelpunkt, oft in Kombination mit Einrückungen, teilweise die Funktion geschweifter Klammern in anderen Programmiersprachen. So endet z. B bei Schleifen die Schleifenbedingung mit einem Doppelpunkt, der zugehörige Schleifenkörper wird durch Einrückung signalisiert.

### Sonstige Adressierungen
IPv6-Adressen werden üblicherweise in einer hexadezimalen Schreibweise notiert, wobei jeweils 16-Bit-Einheiten der Adresse durch einen Doppelpunkt voneinander getrennt sind, z. B. 2001:db8:0:0:0:0:fee1:g00d, wobei mehrere aufeinander folgende Werte von 0 weggelassen werden können und durch :: ersetzt werden können. Eben genanntes Beispiel würde also zu 2001:db8::fee1:g00d verkürzt werden.
Bei URIs trennt der (erste) Doppelpunkt das zu verwendende Schema von dessen Rest, z. B. https://de.wikipedia.org/w/index.php. Je nach URI-Schema können, durch Doppelpunkt vom Hostnamen abgetrennt, Portnummern abgegeben werden:
- https://www.example.org/pfad/zur/datei.zip – Ohne Portangabe, d. h. es wird der Standardport genommen
- https://www.example.org:8080/pfad/zur/datei.zip – mit expliziter Angabe eines abweichenden Ports, hier: Port 8080.